# Rzemiosło
Ten artykuł należy dopracować:

przedstawiono sytuację tylko z polskiej perspektywy – artykuł powinien być przekrojowy.
Pomóż go poprawić. Na stronie dyskusji mogą znajdywać się pomocne komentarze.

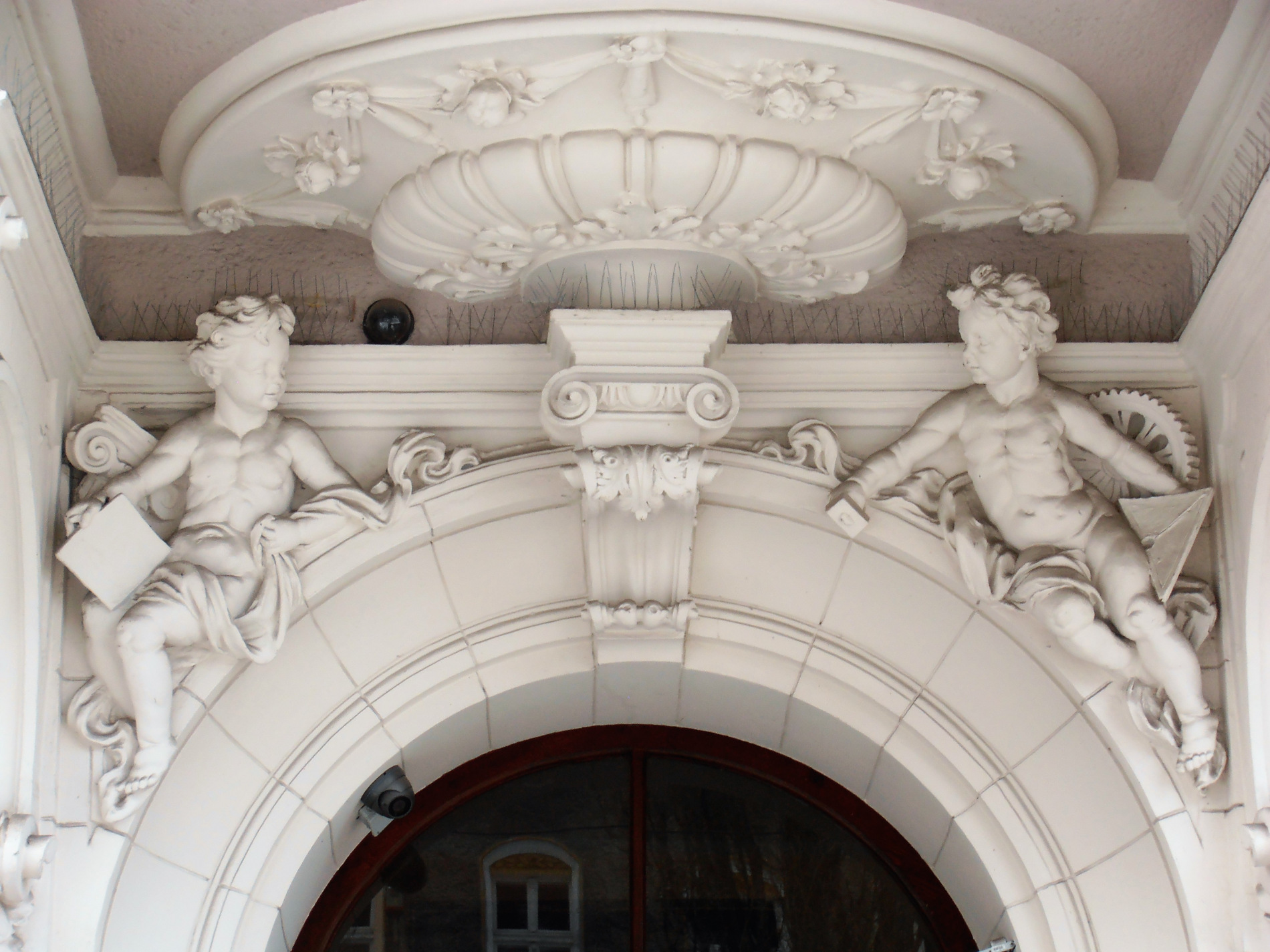
Putto z młotkiem, kielnią i kołem zębatym jako alegoria rzemiosła (po prawej stronie)

Rzemiosło – zawodowe wykonywanie działalności gospodarczej przez osobę fizyczną, posiadającą udokumentowane kwalifikacje do wykonywania danej działalności gospodarczej we własnym imieniu i na swój rachunek, przy zatrudnieniu niewielkiej liczby pracowników, których praca ma na celu wspieranie działalności rzemieślnika.
O tym, czy dana działalność jest rzemiosłem decydują jej właściwości, charakter, niewielka skala i rozmiar oraz brak cechy uciążliwości środowiskowej oraz społecznej typowej dla działalności przemysłowej lub też produkcyjnej w znacznym rozmiarze. Jako przykład rzemiosła można podać artystyczny wyrób cegieł prowadzony w niewielkim rozmiarze, a jako działalność przemysłową – produkcję materiałów budowlanych w specjalnie przeznaczonych do tego urządzeniach prowadzoną w znacznych rozmiarach w sposób zorganizowany i ciągły.
Rzemiosłem jest również zawodowe wykonywanie działalności gospodarczej przez wspólników spółki cywilnej osób fizycznych posiadającą udokumentowane kwalifikacje do wykonywania danej działalności gospodarczej, w imieniu własnym tych wspólników i na ich rachunek.
Rzemiosło jest istotnym elementem uzupełniającym przemysł i wpływającym na przyspieszenie rozwoju gospodarczego państwa. Jest czynnikiem zmniejszającym bezrobocie i wspomagającym system oświatowy. W związku z postępującym unowocześnieniem procesu wytwarzania w rzemiośle, dochodzi do zatarcia różnic między przemysłem, zwłaszcza drobnym, a rzemiosłem.

## Rzemiosło w Polsce
Dominującymi branżami w polskim rzemiośle są: budowlana i produkcji materiałów budowlanych, drzewna, tekstylna i odzieżowa, metalowa, elektrotechniczna i elektroniczna oraz spożywcza. Ważnym obszarem jest rzemiosło artystyczne.
Do rzemiosła nie zalicza się działalności: handlowej, transportowej, usług hotelarskich, usług świadczonych w wykonywaniu wolnych zawodów, usług leczniczych oraz działalności wytwórczej i usługowej artystów plastyków i fotografików. Niemniej cztery spośród zawodów rzemieślniczych udzielają świadczeń zdrowotnych innych niż usługi lecznicze, tj. świadczeń z zakresu zaopatrzenia w środki pomocnicze i wyroby medyczne; należą do nich: obuwnik ortopedyczny, optyk okularowy, technik ortopeda i protetyk słuchu.
Cechą charakterystyczną rzemiosła jest niewielka skala i rozmiar ograniczający się zazwyczaj do usług prowadzonych przy własnych gospodarstwach domowych.
Ustawową organizacją zrzeszającą w swych strukturach cechy rzemiosła, izby rzemieślnicze oraz spółdzielnie rzemieślnicze jest Związek Rzemiosła Polskiego. Jego zadaniami są zapewnienie zrzeszonym w nim organizacjom pomocy w realizacji zadań statutowych, rozwijanie działalności społeczno-zawodowej oraz reprezentowanie interesów rzemiosła w kraju i za granicą.

### Historia

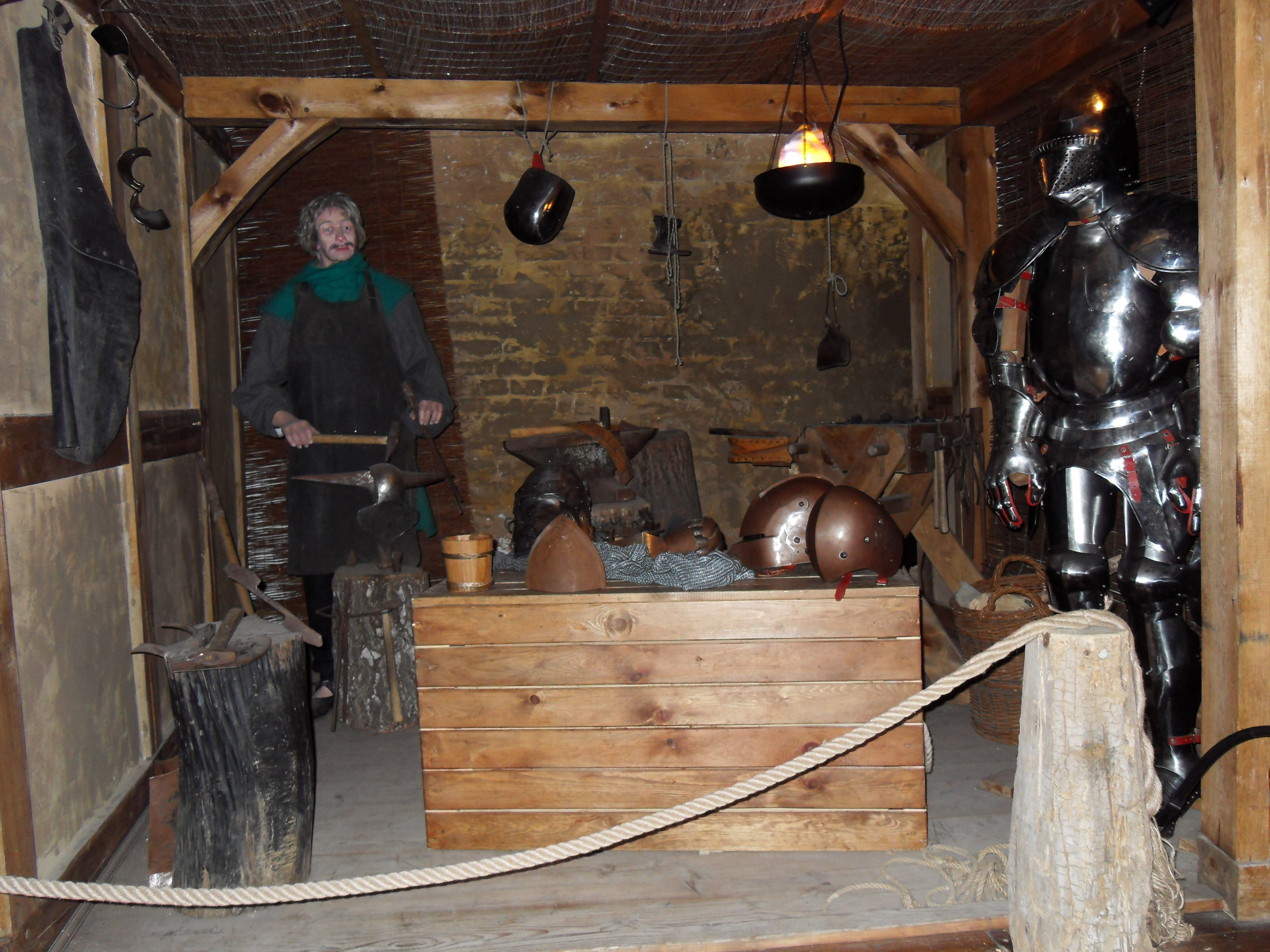
Warsztat średniowiecznego rzemieślnika, inscenizacja

Rzemiosło rozwijało się w Polsce już w okresie wczesnopiastowskim. W XIII wieku powstały pierwsze cechy. Po zakończeniu II wojny światowej, w niesprzyjających warunkach politycznych i gospodarczych, rzemiosło przystąpiło do odtwarzania swego potencjału. W 1947 r. w Polsce działało: 138 tys. zarejestrowanych zakładów z 311 tysiącami zatrudnionych, 1500 cechów branżowych, 300 powiatowych związków cechów, 14 izb rzemieślniczych oraz Związek Izb Rzemieślniczych.
Po regresie, jaki miał miejsce w latach 50., wejście w życie ustawy o działalności gospodarczej, w latach 1988–1989 spowodowało dynamiczny wzrost liczby przedsiębiorstw rzemieślniczych – działało blisko 600 tys. zakładów. Zatrudnienie w rzemiośle przekraczało 1,5 mln osób. Była to jednak chwilowa tendencja, po której nastąpiło zmniejszenie liczby firm.
Dziś funkcjonuje w Polsce ponad 2,4 mln małych i średnich przedsiębiorstw, zatrudniających 6,5 mln osób. Stanowią one przeszło 99 procent wszystkich polskich przedsiębiorstw. Małe i średnie firmy wytwarzają 40 procent produktu krajowego brutto. W organizacjach rzemiosła zrzeszonych jest ponad 300 tys. przedsiębiorstw. Kolejne 300 tys. z rzemiosła wywodzi swój rodowód.